# Strandbad Mettnau

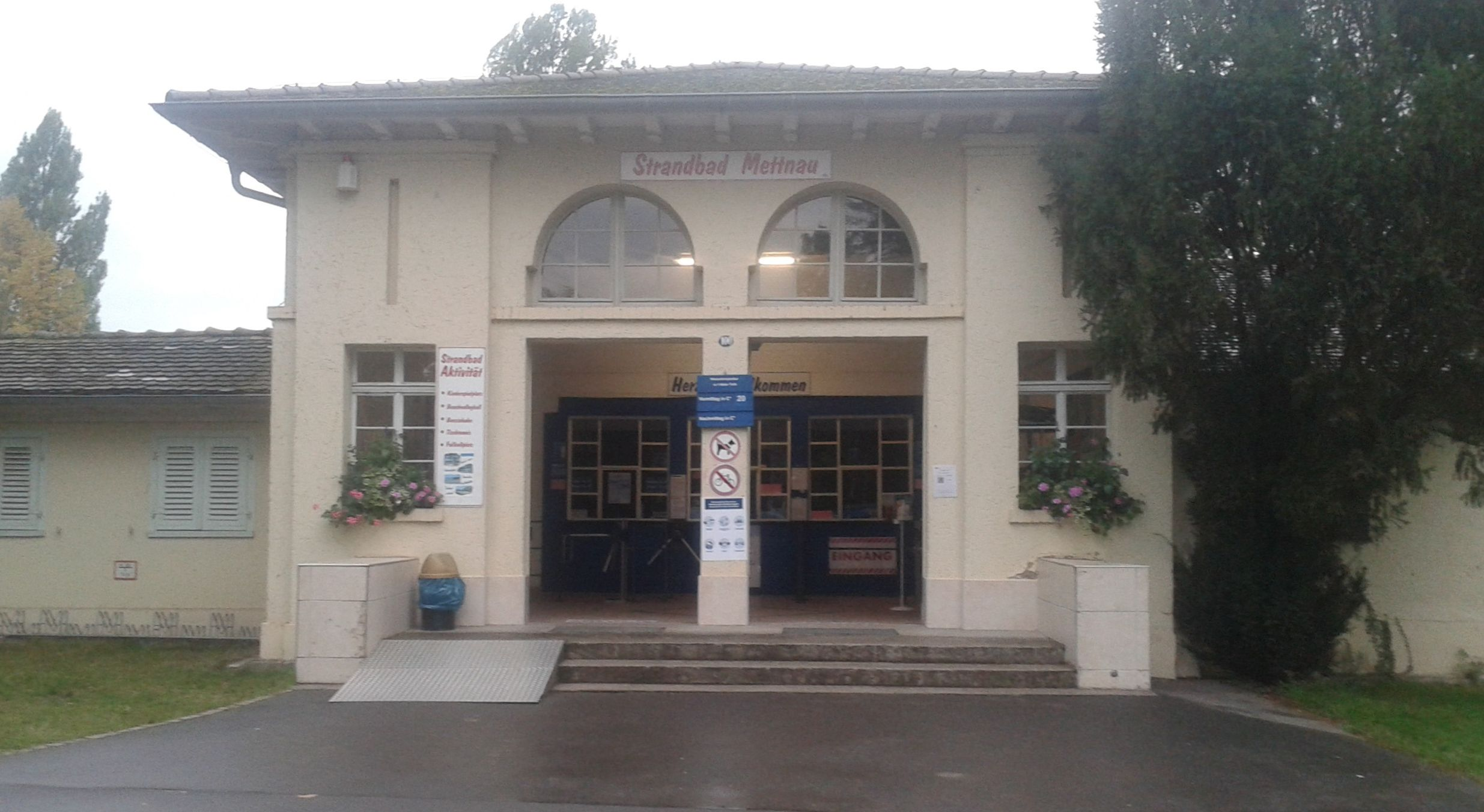
Strandbad Mettnau, Strandbadstr. 100: Hauptgebäude, Eingangshalle, 2020

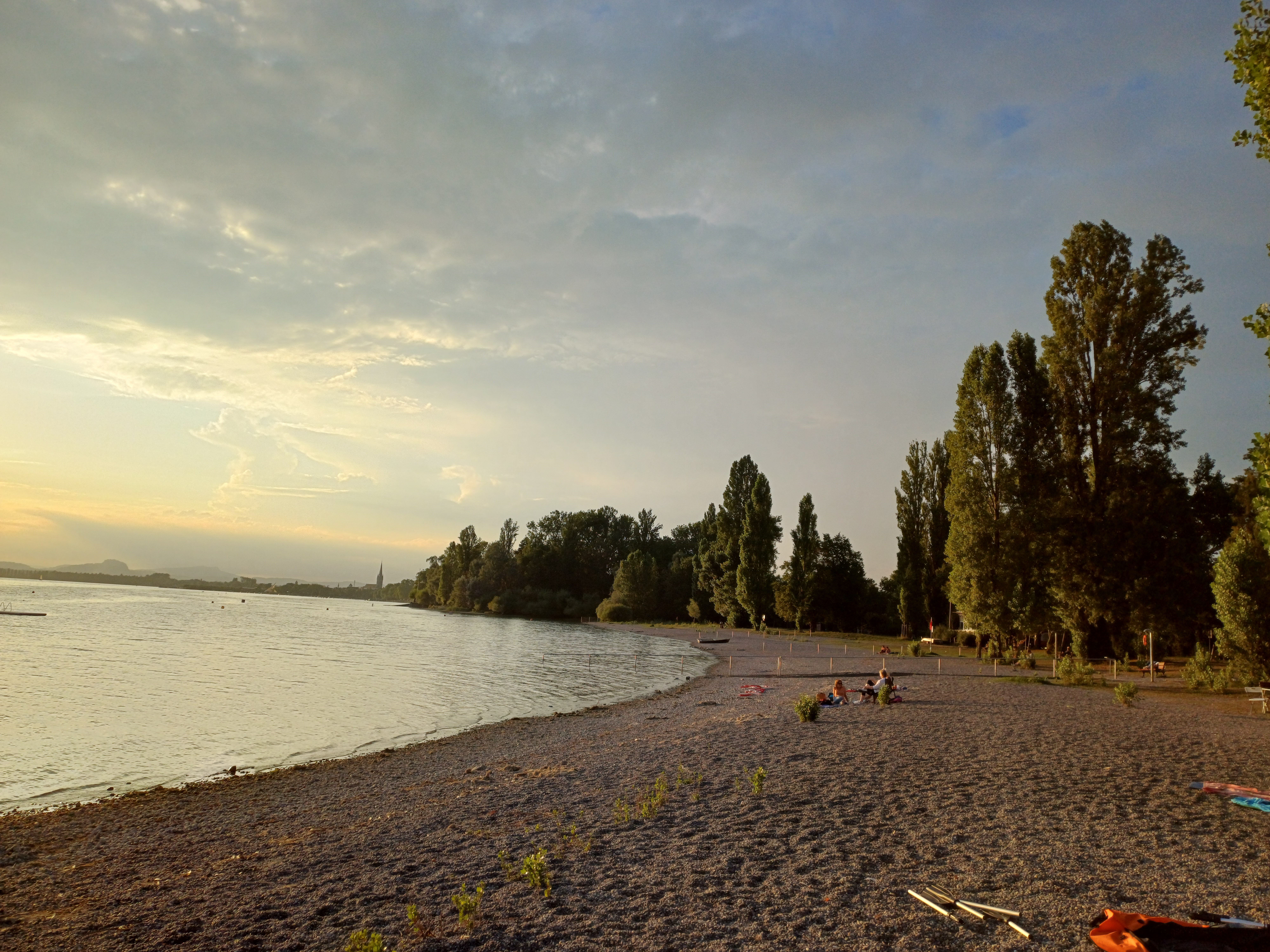
Strandbad Mettnau, Kiesstrand, Uferpappeln. Fotografie Richtung Westen, 2024

Das Strandbad Mettnau ist ein Freibad in Radolfzell am Bodensee.
Das am Südufer der Halbinsel Mettnau gelegene Strandbad ist die größte der Radolfzeller Badeanstalten und wurde im Jahr 1928 eröffnet. Es zählt neben dem weiter stadtwärts gelegenen Seebad, vormals „Städtische Badeanstalt“, deren Anfänge auf das Jahr 1865 (Badehütte Mietinger) zurückgehen, zu den für den Untersee typischen, älteren Freibadeanstalten und wurde aufgrund seiner besonderen Lage, Architektur und Weitläufigkeit als das „für die damalige Zeit schönste Strandbad am Bodensee“ bezeichnet. Anders als beim Seebad, das ursprünglich noch Elemente eines Kastenbads mit hölzernen Badehütten im Wasser aufwies, die in den 1950er Jahren abgerissen wurden, blieb die historische Bausubstanz des Strandbads trotz mehrerer Erweiterungs- und Umbauten in den 1970er und 1980er Jahren weitgehend erhalten. Das heutige Strandbad erstreckt sich über eine Uferlänge von etwa 360 m bei einer Gesamtlandfläche von etwa 3 Hektar und verfügt über eine Verkehrs- und Stadtbusanbindung sowie Besucherparkplätze. Es befindet sich wie auch das Seebad in städtischem Eigentum und wird zur Pacht ausgeschrieben. Pacht, Benutzungsgebühren und Eintrittspreise werden für die beiden „Verbundbäder“ See- und Strandbad von der Radolfzeller Stadtverwaltung festgelegt. Die Badesaison des Strandbads beginnt in der Regel am 1. Mai und dauert bis Ende September.

## Geschichte und Anlage

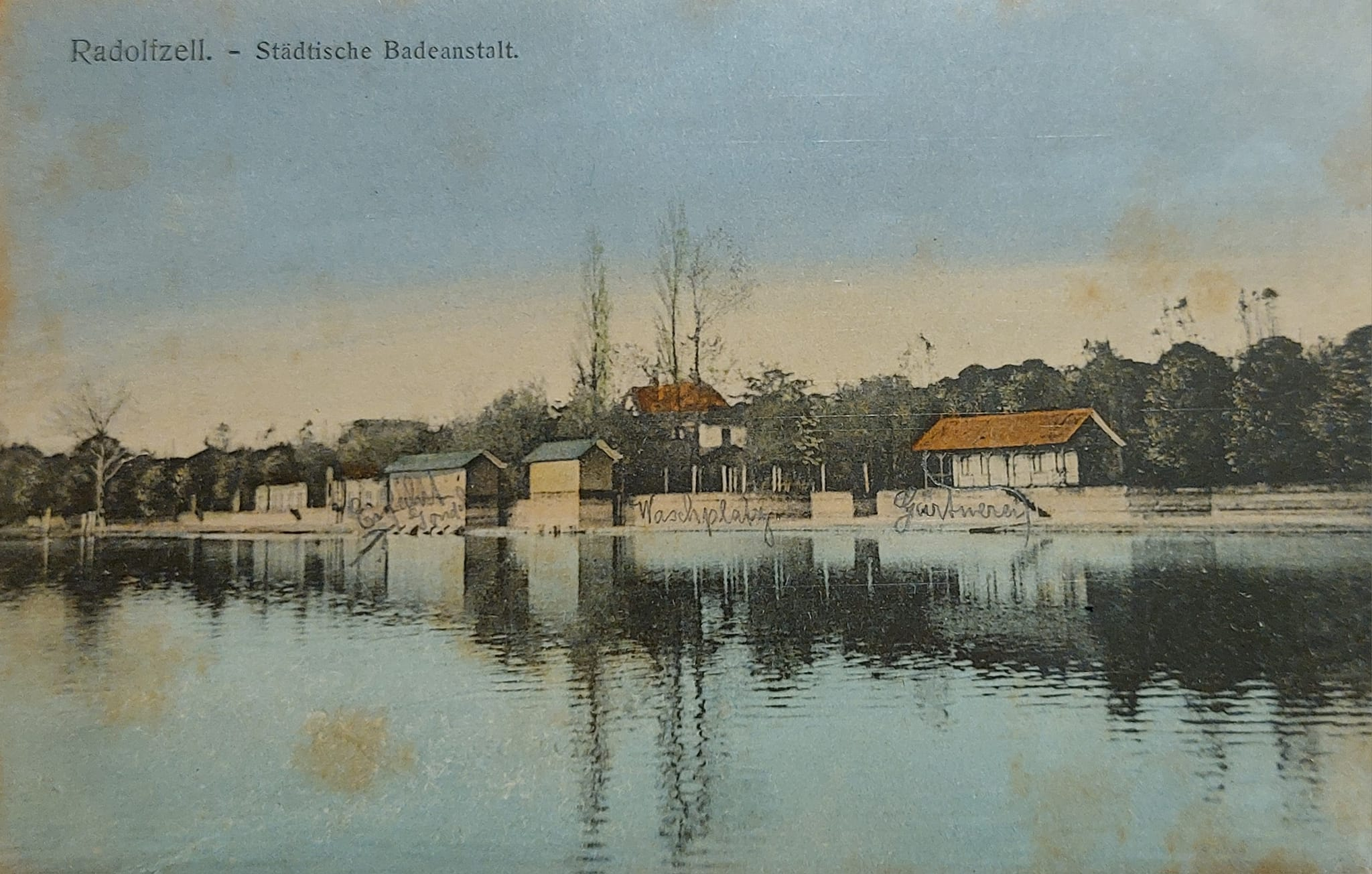
Die Städtische Badeanstalt (Seebad) Radolfzell, mit „Badehütten“ im Wasser. Zeitgenössische, kolorierte Ansichtskarte, um 1910.

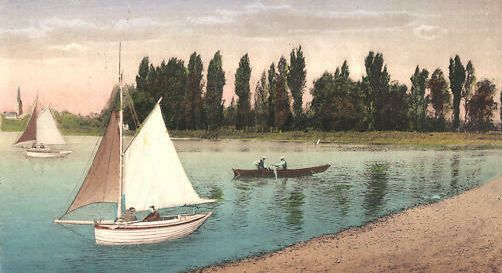
Mettnaubucht: Fotomontage mit Booten am westlichen Uferabschnitt des späteren Strandbads, im Hintergrund (verdeckt) das „Urkundenhäuschen“ und das Radolfzeller Münster (links). Zeitgenössische, kolorierte Ansichtskarte, 1918.

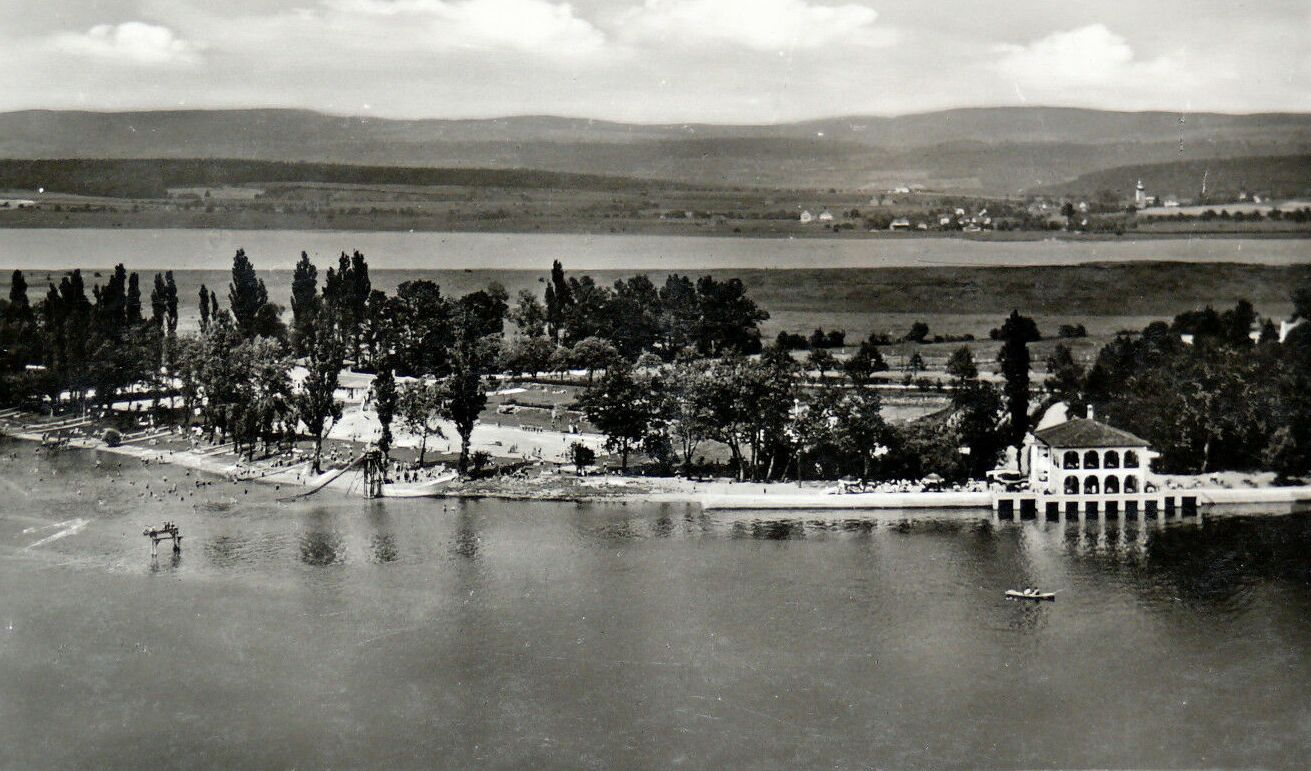
Das Strandbad-Areal aus der Luft: Hauptgebäude (Mitte links, teils verdeckt), Freiflächen, Rutschbahn am Ufer, Sprungturm, Badefloß ("Brett"); rechts angrenzend das Strandcafé („Villa Strandbad“). Im Hintergrund Markelfingen und Bodanrück. Zeitgenössische Ansichtskarte, um 1930.

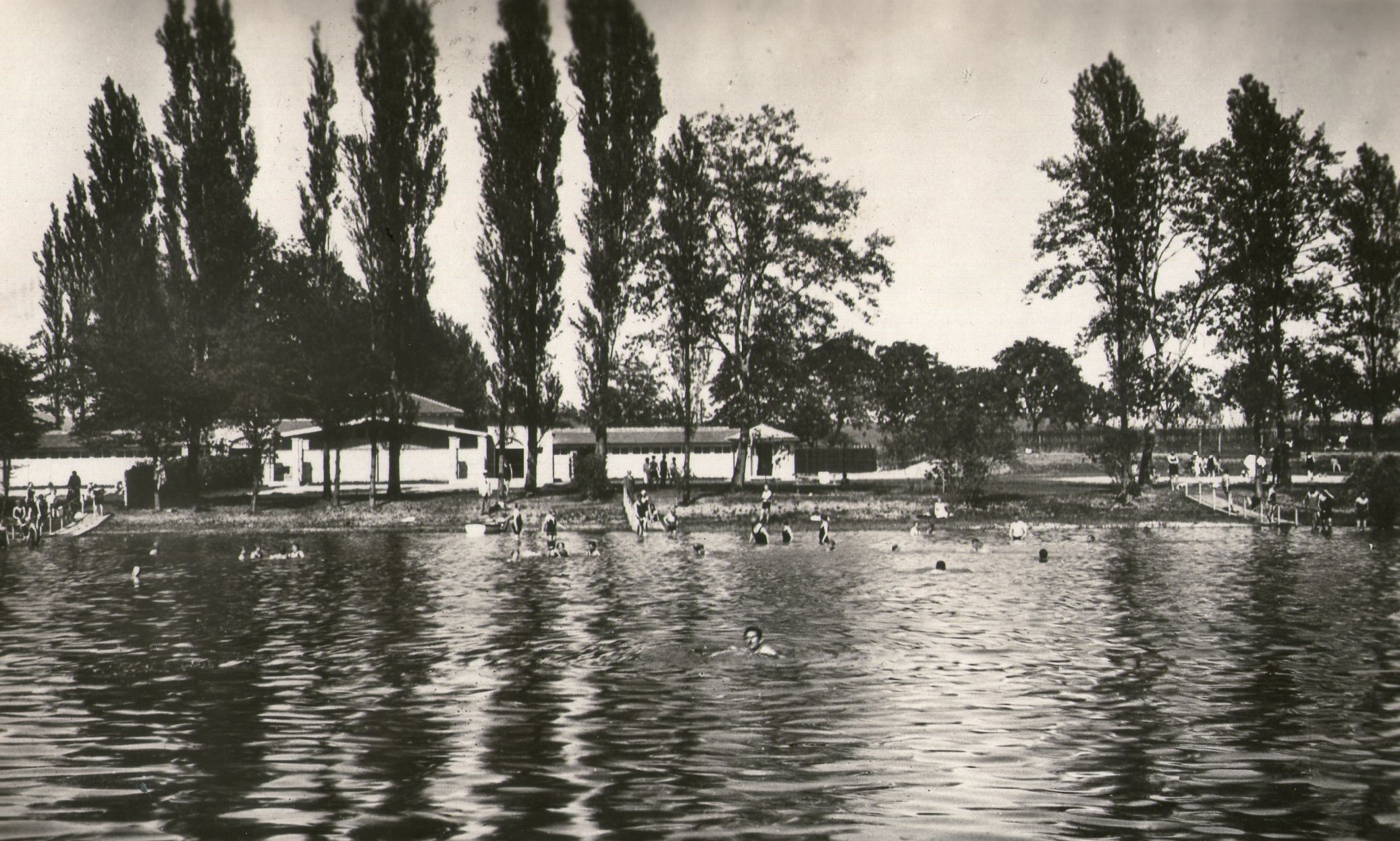
„Frauenabteilung“ (links), abgetrennt vom „Familienbad“. Zeitgenössische Ansichtskarte, um 1930.

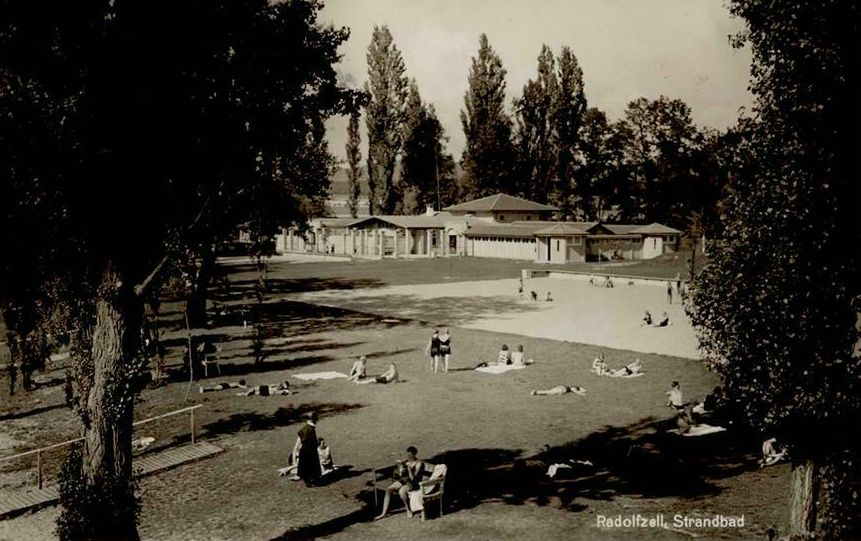
Hauptgebäude, Seitenflügel mit den Herren-Umkleidekabinen, Liegewiesen des „Familienbads“ mit zentraler Sandfläche. Zeitgenössische Ansichtskarte, um 1930.

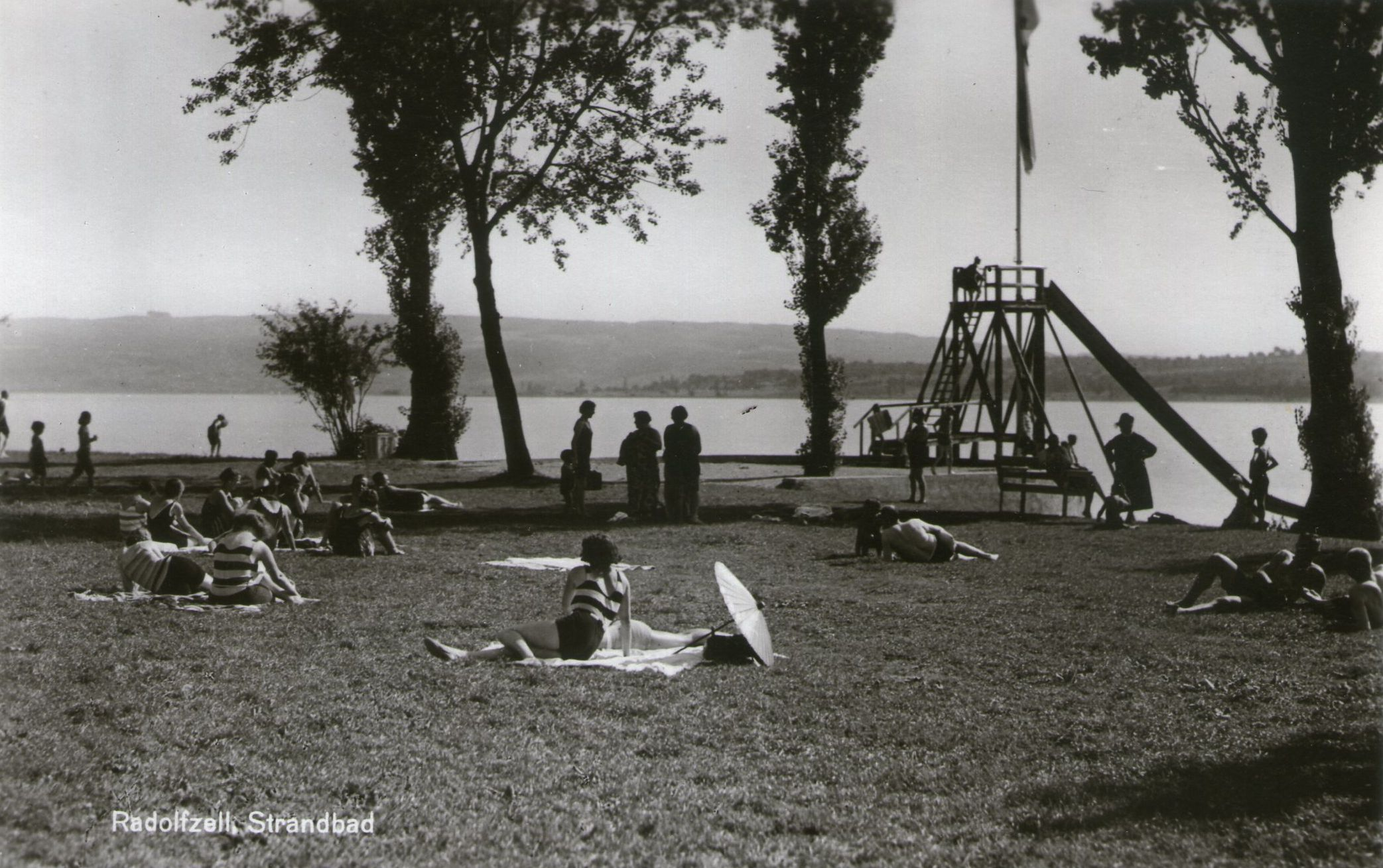
„Familienbad“ mit der hölzernen Rutschbahn am Ufer. Im Hintergrund die Höri und der Schweizer Seerücken. Zeitgenössische Ansichtskarte, um 1930.

Vor dem Hintergrund des in den 1920er Jahren zunehmenden Badetourismus gab es in Radolfzell seit 1923 Überlegungen für den Bau einer größeren Städtischen Badeanstalt. Als die Stadt 1926 den gesamten Ostteil der Mettnau, das 82 Hektar große ehemalige Landgut des Schriftstellers Joseph Victor von Scheffel zurückerwarb, das zuvor mehrfach den Besitzer gewechselt hatte, war sie Eigentümerin am Baugelände des Strandbads geworden. Nach Plänen des Radolfzeller Stadtbaumeisters Georg Zimmermann (1872–1955) entstanden auf dem ehemaligen Reb- und Obstgelände des Mettnaugutes das Strandbad Mettnau und die östlich angrenzende Villa Strandbad (Strandcafé). Das Ensemble wurde in kurzer Bauzeit im ersten Halbjahr 1928 errichtet und am 24. Juni des Jahres eröffnet. Schon im ersten Sommer konnte das Strandbad eine Besucherzahl von 40.000 Personen aufweisen.
Die Badekultur am Bodensee um 1930 stand im Einfluss der Lebensreformbewegung, die das Schwimmen, Luft- und Sonnenbaden als moderne Freizeitbeschäftigungen für eine breite Bevölkerungsschicht etablierte und einen offen gestalteten, „neuen Typus des Strandbades“ hervorbrachte, was sich am Mettnau-Strandbad, gerade auch im Vergleich mit dem älteren Seebad (Abbildung), exemplarisch aufzeigen lässt. An die Stelle der „Badehütten“ bzw. des „traditionellen Kastenbades im Wasser (...) treten seit Beginn der 1920er Jahre Bauten am Ufer mit Liegewiesen, Umkleidekabinen und Sportmöglichkeiten wie Wasserrutschen oder Sprungtürmen“.
Durch das zur Institutionalisierung und Ankurbelung des Fremdenverkehrs 1936 eingerichtete städtische Verkehrsamt wurde das Strandbad in der Zeit des Nationalsozialismus und mit dem Reiseveranstalter Kraft durch Freude (KdF) verstärkt auch überregional beworben:

„Das Radolfzeller Strandbad zählt zu den schönsten im deutschen Süden. Der Strand fällt gemächlich in den See ab und erlaubt auch den Nichtschwimmern ein fröhlich-unbesorgtes Sichtummeln in Wasser und Sonne. Weite Rasen laden zu allerlei Spiel oder zu geruhsamen Träumen im Anblick der bezaubernden See- und Berglandschaft.“

Während im Seebad seinerzeit Funktionsbauten und Uferbereich noch in ein „Frauen-“ und „Männerbad“ (mit einer "Bubenbad"-Abteilung) getrennt waren und am Ufer je eine hölzerne „Badhütte“ auf Pfählen das Umkleiden und den Zugang ins Wasser ermöglichte, beschränkt(e) sich die Geschlechtertrennung der Badegäste des neueren Strandbads auf zwei versetzt symmetrisch angeordnete Seitenflügel mit den Umkleidekabinen und sänitären Anlagen („Umkleide Damen“ / „Umkleide Herren“). Neben der gemischtgeschlechtlichen Abteilung („Familienbad“) gab es zudem eine „Frauenabteilung“, die durch eine Grünhecke optisch abgetrennt war. Der markante, klassizistisch anmutende Baukörper des Hauptgebäudes mit Eingangshalle, zentralem Mittelbau und den beiden, Innenhöfe bildenden Seitenflügeln gilt architektonisch als bedeutender und „erhaltenswerter Beleg einer fast 100 Jahre alten Bau- und Bädergeschichte“, wurde jedoch bislang nicht unter Denkmalschutz gestellt. So kam es vor allem in den 1980er Jahren zu An- und Umbauten, wobei allerdings die ursprüngliche Ausdehnung und Struktur des Funktionsgebäudes nicht wesentlich verändert wurden. Die Liegewiesen östlich des Hauptgebäudes prägte anfangs eine große rechteckige Sandfläche, die später an einer Längsseite von einer Sitzmauer eingefasst war; nördlich davon gab es zwei durch Treppen abgesetzte, von Hecken umgebene „Ruheräume“ und ein daran östlich angrenzender „Turn-“ und „Spielplatz“. Die ganze südwestliche, damals noch schilfbewachsene Bucht Richtung „Urkundenhäuschen“ gehörte 1928 noch nicht zum Strandbadareal. Die Liegeflächen hin zum etwa 30 m breiten Kiesstrand säumen bis heute Pyramidenpappeln, deren Altbestand in den vergangenen Jahrzehnten durch verschiedene Windbruch-Ereignisse dezimiert wurde und teils mit Jungbäumen ersetzt werden musste. Mehrere, ins Wasser führende Laufstege – anfangs aus Holzplanken, später aus Beton – wurden durch einfache Handläufe ersetzt.
Auf das Ufer folgt ein recht breiter Flachwasserbereich – im Schwimmerbereich vier Floßinseln, das sogenannte „Große Floß“ lange Zeit mit Sprungbrett, und rot-weiße Begrenzungsbojen –, wodurch das Strandbad besonders bei Familien mit Kindern sehr beliebt war und ist. Bereits um 1930 hatte man im östlichen Uferbereich eine hölzerne Rutschbahn ins Wasser errichtet, nach 1936 auf einem halbrunden Betonsockel stehend, und etwa 80 m vom Strand entfernt einen Sprungturm mit Dreimeterbrett und ein Badefloß, das sogenannte „Brett“ installiert.

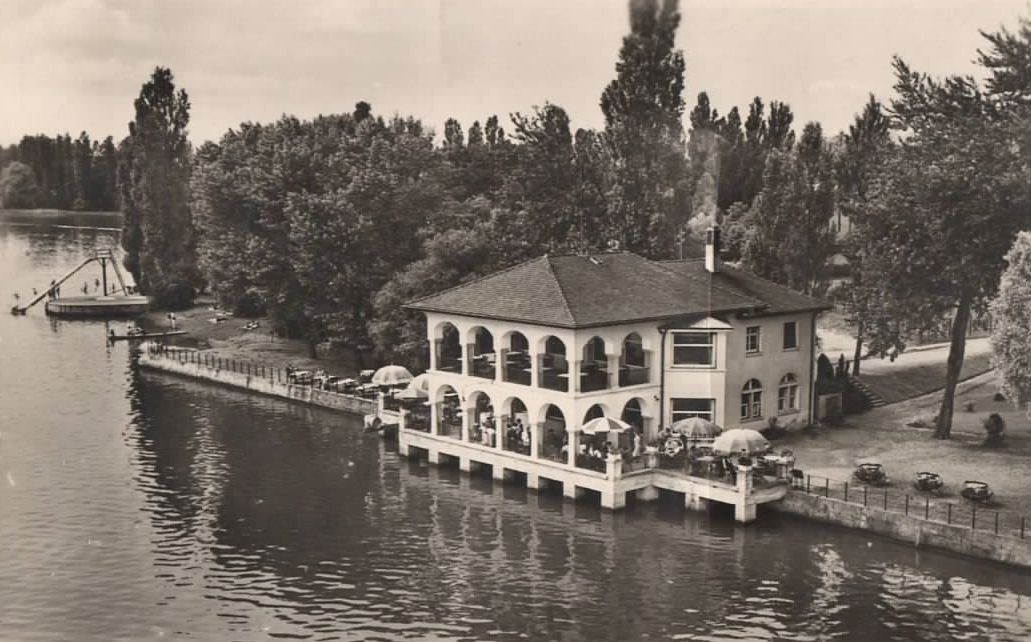
Altes Strandcafé, neue Rutschbahn. Zeitgenössische Ansichtskarte, um 1950

Um 1950 wurde die Rutschbahn durch eine Konstruktion aus Metall ersetzt, die man 1966 aufgrund sinkender Wasserstände seewärts versetzte und nach 1980 zusammen mit dem alten Betonsockel gänzlich abtrug. Vermutlich schon früher war auch der Sprungturm wieder abgebaut worden. Das 1928 gebaute, zweistöckige Strandcafé mit Loggien im italianisierenden Stil wich 1966 einem für die damalige Zeit typischen Stahl-Glas-Beton-Flachbau. In den frühen 1980er Jahren entstand im westlichen Uferbereich eine Wachstation der DLRG; dort befand sich ursprünglich ein gemauerter Bootsanleger, der noch bis in die 1960er Jahre genutzt wurde und danach bis zur Renaturierung des Uferbereichs als flaches Sprungplateau beliebt war. In den 1980er Jahren und später wurden außerdem die originalen Holzumkleidekabinen ersetzt, die Anlage um einen Gastronomie-Bereich mit zweigeschossiger Besucherterrasse an der zentralen Mittelhalle erweitert und ein größerer Spielplatz und ein Beachvolleyball-Feld angelegt.
Von etwa 1975 bis 1991 prägte die syrischstämmige Pächterfamilie Hamseh Ayub das Badewesen im Strandbad.

## Jüngste Entwicklungen

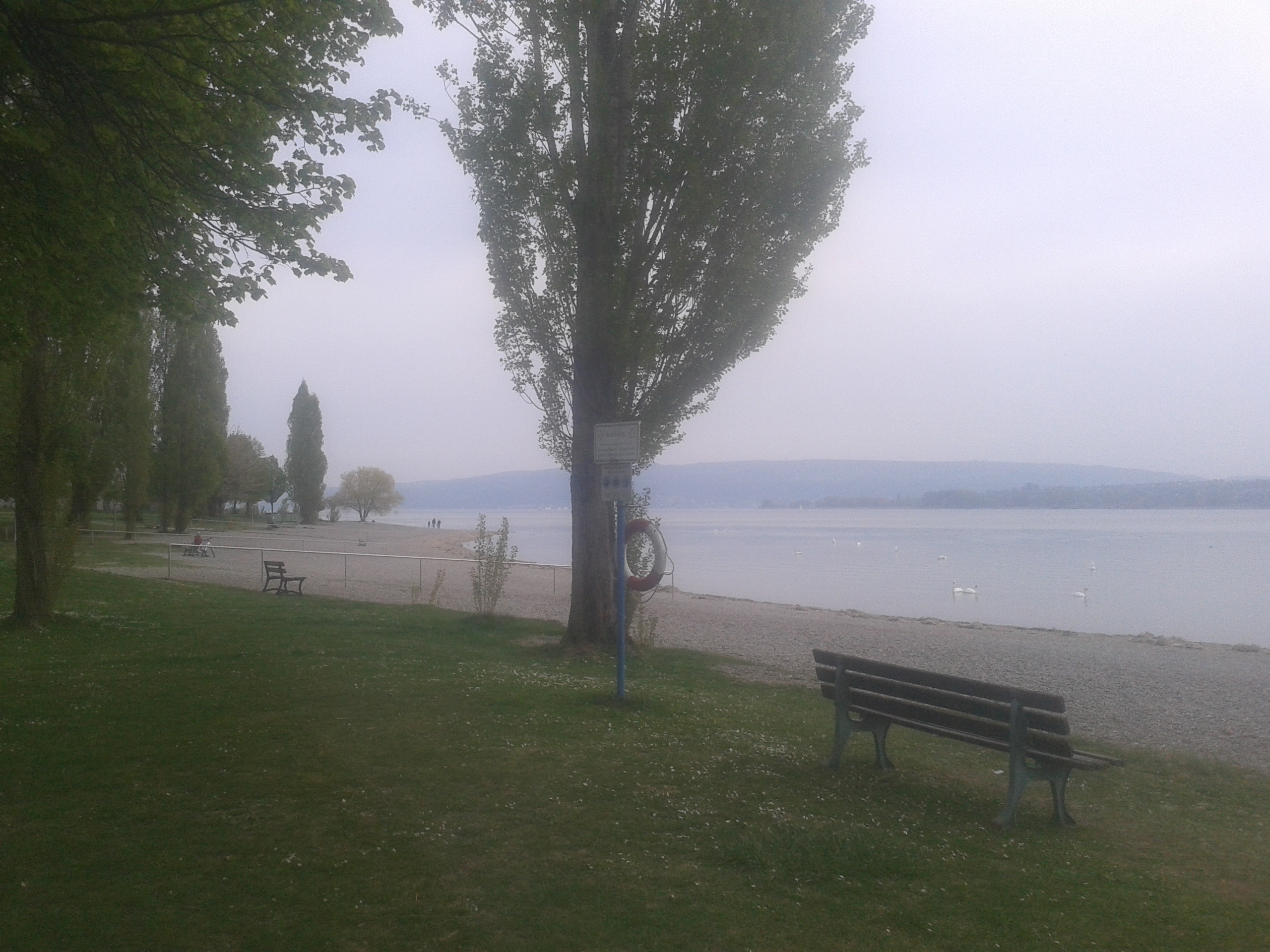
Strandbad Mettnau, Uferbereich. Fotografie Richtung Südosten, Frühling 2022

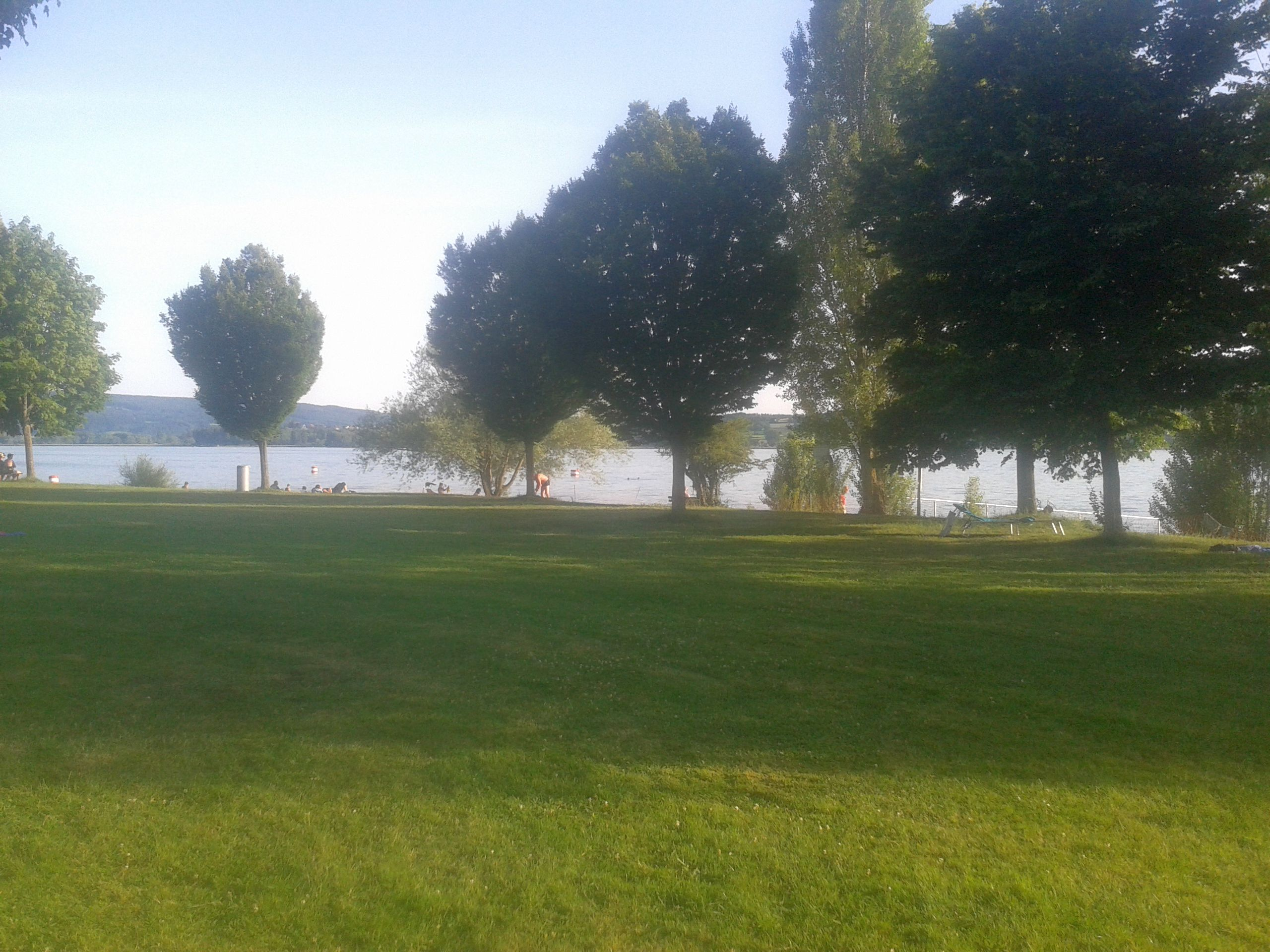
Liegewiesen, Juni 2022. Fotografie in südöstliche Richtung zum Uferbereich.

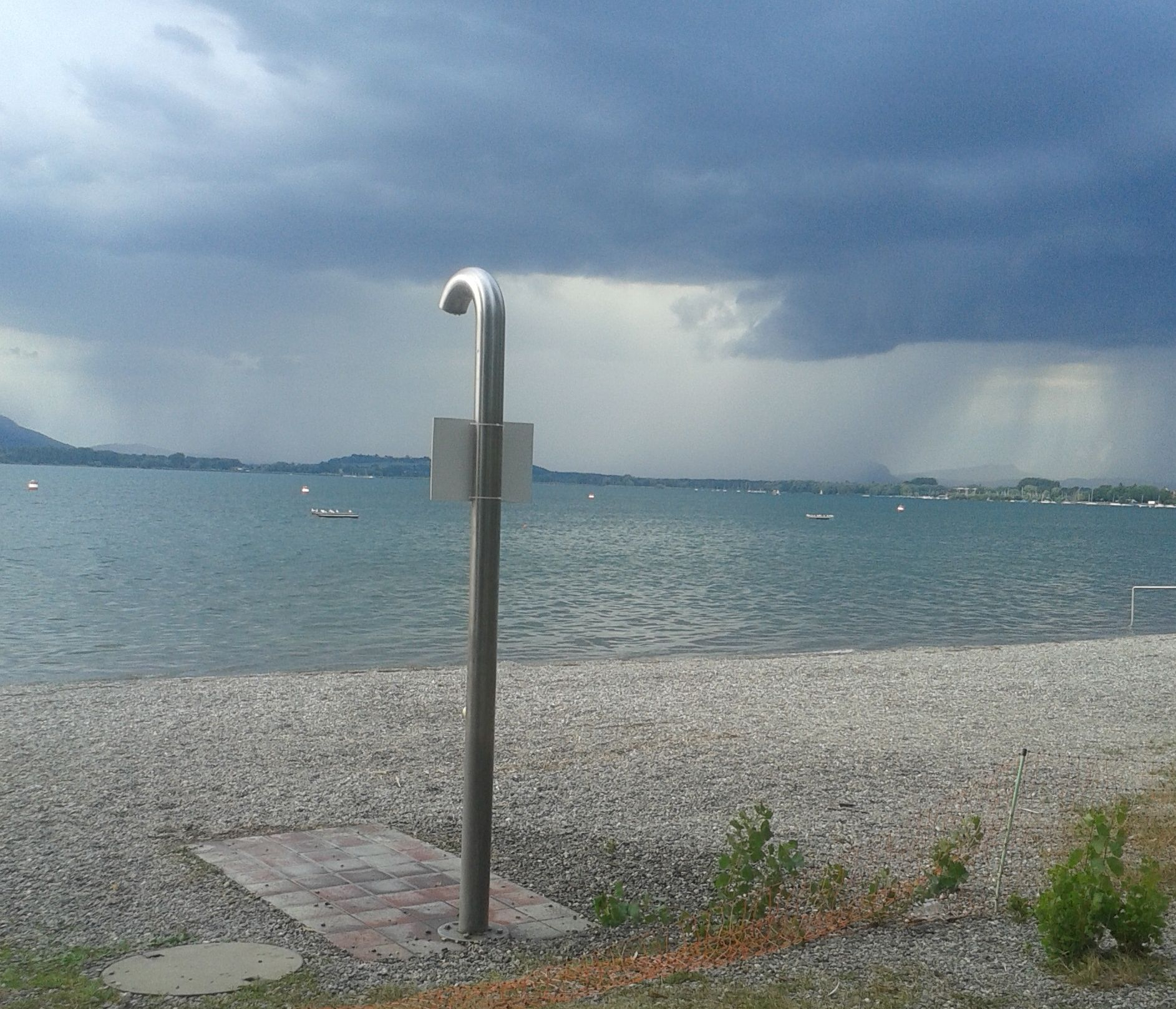
Strand mit Standdusche, im Wasser Badeflöße und Begrenzungsbojen. Fotografie in südwestliche Richtung mit dem Hegau im Hintergrund, 2019.

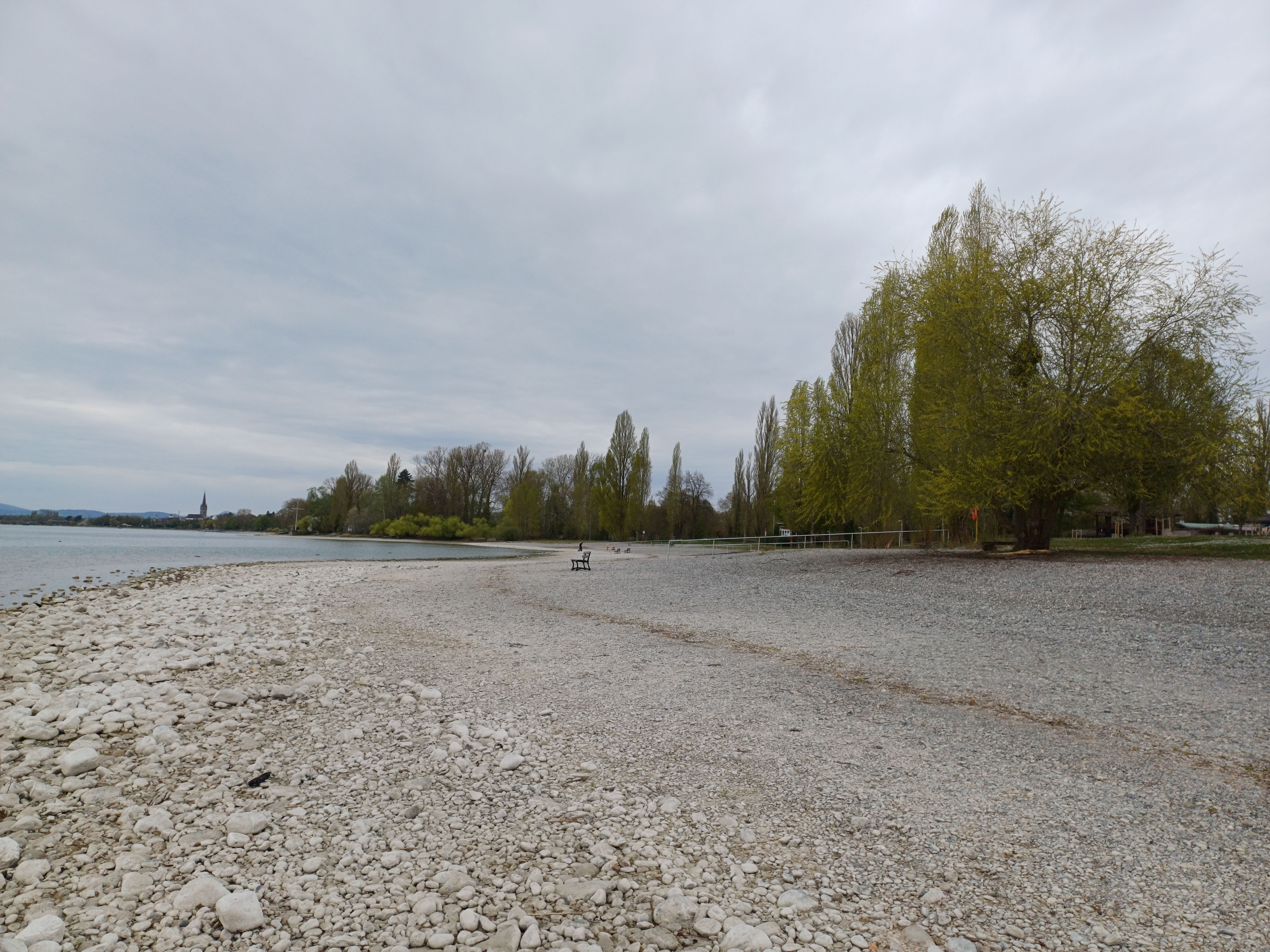
Uferbereich beim Bodensee-Niedrigwasser im April 2025

Rund 90 Jahre nach der Eröffnung des als klassisches Familienbad geltenden und beliebten Strandbads erkannte die Stadt Radolfzell 2017 einen grundlegenden Sanierungsbedarf und beschloss, die Sanierung und Erweiterung der Badeanstalt im Rahmen eines nichtoffenen Architekturwettbewerbs auszuschreiben. Der Ausschreibung zufolge entspreche das Gebäude des Bades „nicht mehr (den) heutigen Ansprüchen“, stelle jedoch „ein starkes Zeugnis der damaligen Zeit und Badekultur dar und soll deshalb weitgehend erhalten bleiben“. Der Realisierungswettbewerb 2018 suchte „Lösungen für die Sanierung als zeitgemäßer Betrieb und eine Erweiterung mit einer Ganzjahresgastronomie“. Die Aufgabe betraf sowohl das Eingangs- und Funktionsgebäude wie auch die angrenzenden Freiflächen. Am 12. Juli 2019 entschied das Preisgericht über 23 eingereichte Arbeiten und vergab drei Preise. Dem ersten Preisträger, ein Architekturbüro aus Leipzig, wurde die weitere Bearbeitung übertragen; seitdem kam es jedoch zu keiner Umsetzung des gegenwärtig wegen offener Finanzierungsfragen ruhenden Bauvorhabens.
Im Mai 2021 wurde bekanntgegeben, dass die Stadt zur „Steigerung der Aufenthaltsqualität im Strandbad eine Vielzahl an Maßnahmen umzusetzen“ plane, was sie bereits für die Badesaison 2021 in Aussicht stellte; das hierfür notwendige Investitionsvolumen wurde mit 100.000 Euro angegeben. Als Maßnahmen wurden genannt: Schaffung eines behindertengerechten Zugangs zum Eingangsgebäude, eines behindertengerechten Weges über die Freifläche zum Seeufer und einer behindertengerechten WC-Anlage („Toilette für alle“), die 2023 aufgestellt wurde; Ergänzung des Spielplatzangebots um inklusionsgerechte Spielmöglichkeiten und ein Klettergerüst, Instandsetzung von Dachflächen, Malerarbeiten an der Außenfassade und die Einrichtung eines kostenlosen WLAN.
Mit der Badesaison 2021 beendeten die kurdischstämmigen Pächterfamilien Derya Yildirim und Yüksel Stein ihren seit dreißig Jahren bestehenden, zum 30. September 2021 auslaufenden Pachtvertrag; laut eigenen Angaben sei der Entschluss schon länger gefasst worden, unabhängig von den angekündigten hohen Richtwerten der neuen Pachtausschreibung. Die Stadtverwaltung hatte die Bäder im Juni 2021 gemäß Gemeindeordnung zum vollen Verkehrswert ausgeschrieben, was die Richtwerte des neu abzuschließenden Pachtvertrags über das See- und das Strandbad mehr als verdreifachte. Im Vorfeld der Oberbürgermeisterwahl 2021 führte dies zu kontroversen öffentlichen Debatten über den Erhalt des Strandbades in seiner jetzigen Größe und die zukünftigen Bedingungen seiner Betreibung und Nutzung.
Vor Beginn der Badesaison 2022 wurde bekannt, dass für das Strandbad ein neuer Pächter gefunden worden sei, der eine Modernisierung des Konzepts im Bereich der Gastronomie und ein größeres Veranstaltungsangebot plane. Der bisherige Pachtvertrag für das Seebad wurde dagegen noch einmal um ein Jahr verlängert, da vom Bewerber dort die erforderlichen Finanzierungsunterlagen nicht vorlagen.

## Film
- Sabine Steinfurth: Bodensee-Strandbad Mettnau: Oase kurdischer Herzlichkeit, SWR aktuell, 21. August 2021; unter www.web.archive.org.